# Quai de l'Exil-Républicain-Espagnol
Le quai de l'Exil-Républicain-Espagnol (en occitan : cai de l'Exili Republican Espanhòl) est une voie de Toulouse, chef-lieu de la région Occitanie, dans le Midi de la France.

## Situation et accès

### Description
Le quai de l'Exil-Républicain-Espagnol est une voie publique. Il borde à l'est le quartier Saint-Cyprien, dans le secteur 1 - Centre.

### Voies rencontrées
Le quai de l'Exil-Républicain-Espagnol rencontre les voies suivantes, dans l'ordre des numéros croissants (« g » indique que la rue se situe à gauche, « d » à droite) :
1. Port Viguerie - accès piéton
2. Rue Charles-Viguerie - accès piéton (g)
3. Place du Conseil-Municipal-des-Enfants - accès piéton

## Odonymie
C'est le 20 mars 2009 que le conseil municipal, dirigé par Pierre Cohen, donne au quai de la rive gauche, à Saint-Cyprien, son nom actuel, en hommage aux républicains espagnols exilés en France à la suite de la guerre d'Espagne, entre 1936 et 1939. La ville de Toulouse, dont 10 % de la population, soit 40 000 personnes, est d'origine espagnole à la fin de la Seconde Guerre mondiale, occupe une place particulière dans l'émigration républicaine, qui lui a valu le surnom de « capitale de l'Exil ». En 1944, la ville devient le centre de l'Operación Reconquista, tandis que l'hôpital Varsovie est ouvert pour recevoir les blessés. La ville est aussi le siège de plusieurs partis politiques, syndicats et associations – PSOE, UGT, CNT, Casal Català, Ateneo Español –, ainsi qu'un centre d'activité et de propagande politique et culturelle. Les guérilleros espagnols ont par ailleurs joué un rôle majeur dans la Résistance et dans la Libération du Sud-Ouest de la France, et singulièrement à Toulouse.

## Patrimoine et lieux d'intérêt

### Passerelle Viguerie
La passerelle Viguerie est aménagée en 2008. Elle permet de relier le quai de l'Exil-Républicain-Espagnol, au ras des eaux de la Garonne, à la place du Conseil-Municipal-des-Enfants et à la promenade du Docteur-Charles-Bourseul, aménagées au sommet de la digue qui surplombe le fleuve au niveau du jardin Raymond-VI. La passerelle, longue de 120 mètres, est réalisée par l'agence d'architecture Munvez-Morel Architectes, composée d'Alain Castel, Pierre-Luc Morel et Jacques Munvez.
La passerelle suit à quelque distance la ligne des façades de l'hôpital de La Grave, puis de la digue.